# Barkklokrypare
Barkklokrypare (Dendrochernes cyrneus) är en spindeldjursart som först beskrevs av Ludwig Carl Christian Koch 1873.  Barkklokrypare ingår i släktet Dendrochernes och familjen blindklokrypare. Enligt den finländska rödlistan är arten nära hotad i Finland. Enligt den svenska rödlistan är arten nära hotad i Sverige. Arten förekommer i Götaland, Svealand, Nedre Norrland och Övre Norrland. Artens livsmiljö är naturmoskogar.

## Underarter
Arten delas in i följande underarter:
- D. c. cyrneus
- D. c. minor